# Bainha de mielina
A bainha de mielina é uma estrutura formada por uma membrana lipídica rica em glicofosfolipídeos e colesterol, que recobre os axônios, atuando principalmente como isolante elétrico, facilitando a rápida comunicação entre os neurônios. É formada por células especializadas chamadas células da glia. Essas células enrolam-se ao redor do axônio, depositando camada sobre camada de sua própria membrana plasmática em uma espiral justa, formando uma estrutura semelhante a um "rocambole".
A espessura da bainha de mielina é proporcional ao diâmetro do axônio, mas é constante ao longo dele. Portanto, quanto maior o diâmetro do axônio, maior o número de voltas das células envoltórias. Durante o enrolamento, o citoplasma da região de cada volta é comprimido, de forma que, em volta do axônio, sobra apenas um conjunto de membranas plasmáticas muito próximas entre si.
As células da glia que formam a bainha de mielina são de dois tipos: no sistema nervoso central são os oligodendrócitos e no sistema nervoso periférico são as células de Schwann (também conhecidas como neurolemócitos).

## Nódulos de Ranvier

Corte transversal da bainha de mielina formada por uma célula de Schawnn: 1-axônio; 2-núcleo da célula de Schawnn; 3-célula de Schawnn; 4-bainha de mielina; 5-neurilema

Os axônios do sistema nervoso periférico, são revestidos por uma sequência linear de células de Schwann, que formam a mielina em torno de um curto segmento de um único axônio. Entre os segmentos adjacentes, existem espaços estreitos nos quais o revestimento do axônio é interrompido formando descontinuidades chamadas de nódulos de Ranvier (ou nós de Ranvier), que são recobertos por expansões laterais das células de Schwann, chamados de internódulo.
Nos axônios do sistema nervoso central, cada oligodendrócitos pode emitir vários prolongamentos, cada um revestindo um pequeno segmento de um axônio. Assim, um axônio é revestido por diversos oligondendrócitos (um oligodendrócito pode mielinizar até 200 axônios). Entre esses segmentos também há espaçamentos entre os prolongamentos adjacentes, que também são chamados de nódulos de Ranvier, porém nesse caso, não são recobertos por expansões dos oligodendrócitos, mas por prolongamentos de astrócitos.

## Condução do impulso nervoso
A bainha de mielina acelera a condução do impulso nervoso, pois impede que o impulso "vaze" e se dissipe, funcionando como um isolante elétrico. O impulso nervoso ocorre aos saltos ao longo do axônio, através dos nódulos de Ranvier. Estes funcionam como retransmissores, fortalecendo o impulso, que é enviado de nódulo em nódulo, na forma de um potencial de ação, onde os íons de sódio entram pelo nódulo e em seguida os canais de potássio se abrem para enviar o impulso até o próximo nódulo. Esse processo é denominado condução saltatória e apresenta duas vantagens: os potenciais de ação viajam muito mais rápido e a energia metabólica é conservada, pois a excitação ativa é conservada nas pequenas regiões da membrana plasmática destes nódulos.

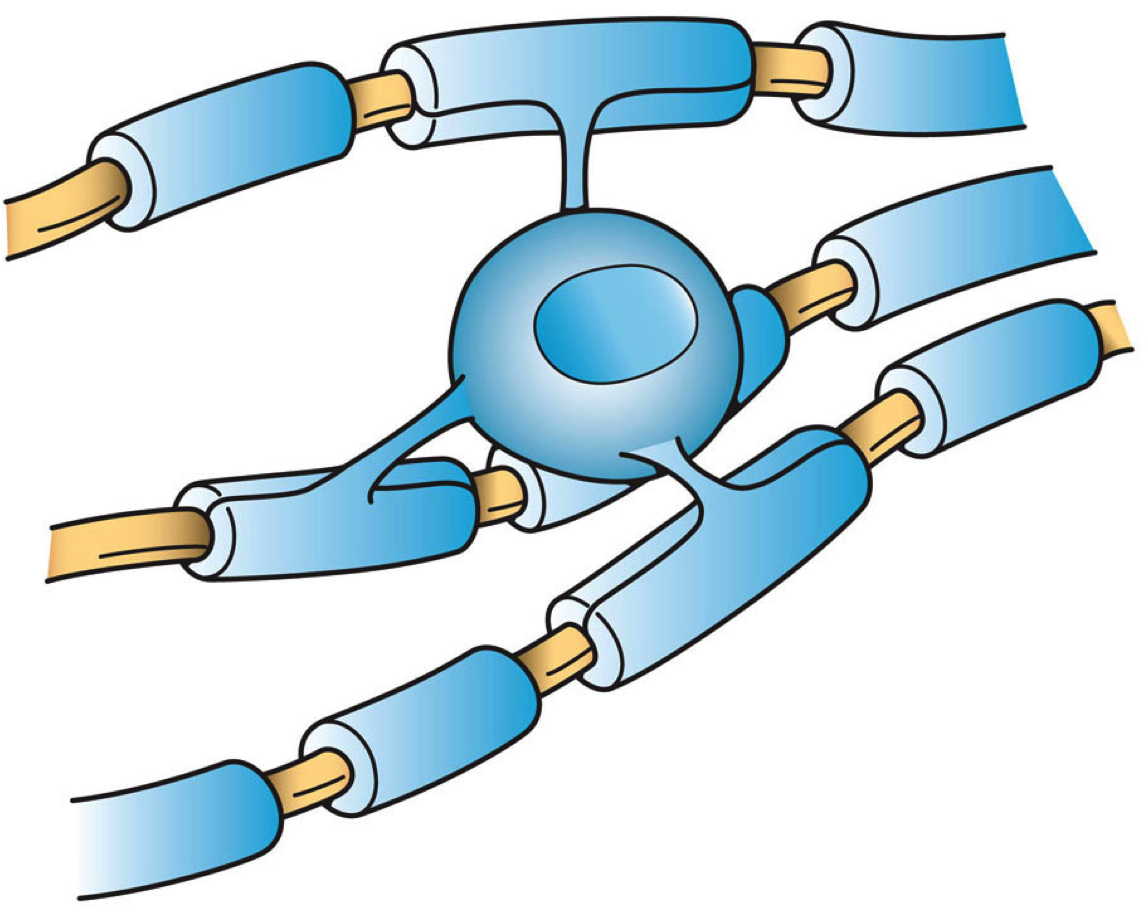
Ilustração de um oligodentrócito envolvendo três axônios.

Para a máxima velocidade de condução, a espessura da isolação deve ser proporcional ao diâmetro do axônio. A razão entre o diâmetro do axônio nu divido pela espessura total da fibra nervosa (incluindo a mielina) tem o valor ótimo em 0,6. Ainda não é claro como as células "sabem" se devem gerar 10 ou 100 camadas de isolação até atingir esse valor ótimo.
Muitos axônios não possuem essa isolação, especialmente os menores , no início da vida adulta, 30% das fibras permanecem não mielinizadas. Pesquisas revelaram que a velocidade de um impulso nervoso chega a ser 100 vezes mais rápida nos axônios mielinizados.

## História
Em 1854, o patologista alemão Rudolf Ludwig Karl Virchow, cunhou a palavra mielina, derivada da palavra grega myelos (medula), que em função de sua cor e textura passava a designar uma estrutura particularmente abundante no cérebro. O ano de 1853 também  é indicado como sendo o ano da criação dessa palavra.
Em 1858, no seu livro texto, referência em patologia celular, Virchow deu à palavra mielina grande exposição, embora ainda não a fixasse apenas no sistema nervoso.
Quase uma década depois, em 1865, Max Schultze, professor na universidade de Bonn, descobre que usando ósmio como corante, era possível tingir a mielina e identificá-la claramente no cérebro. Posteriormente, Louis-Antoine Ranvier, um anatomista francês, em seus livros referência de 1875 - 1885 e de 1878, publicou ilustrações nítidas de axônios com mielina corada com ósmio.
Ranvier notou que os axônios mielinados eram corados em intervalos regulares e compreendeu que a mielina possuía espaçamentos nos quais o próprio axônio era corado. Esses espaçamentos periódicos ficaram depois conhecidos como nódulos de Ranvier.
Foi também Ranvier, que em 1871, fez a hipótese de que uma célula gordurosa enrolava-se em torno do axônio, pavimentando o caminho para o conceito de célula de Schwann. Embora o próprio Ranvier nunca tenha escrito o termo "célula de Schwann", o termo foi emergindo lentamente através das décadas.
Entre 1922 e 1924, após muita controvérsia, com os trabalhos do neurocirugião espanhol Pío del Río- Hortega e do neroucirugião americano Wilder Graves Penfield chega-se a um consenso de que os oligodentrócitos também se enrolavam em torno dos axônios e possuíam funções fisiológicas similares às células de Schwann.

## Doenças da mielina
As doenças que afetam a mielina representam um grupo grande e heterogêneo, com respeito as características clínicas, patofisiologia e etiologia. As doenças podem ser hereditárias ou adquiridas, e ainda podem ser dos tipos inflamatório, infeccioso, tóxico e metabólico.
	Como os oligodentrócitos podem mielinizar de um até 200 segmentos de axônios, quando uma dessas célula é lesada, junto com ela podem ser destruídos numerosos segmentos, constituindo um processo desmielinizante. Assim, conclui-se que sempre é mais grave uma lesão que atinja um oligodendrócito que a causada pela destruição de urna célula de Schwann.
	A desmielinização ocorre em muitas doenças espontâneas nos seres humanos e nos animais, podendo ser o principal componente da doença, tal como na esclerose múltipla no homem e a cinomose nos cães.
	A desmielinização pode ser primária quando ocorre a lesão dos oligodentrócitos ou das células de Schwann, ou secundária, quando uma lesão no axônio leva à perda de sua bainha de mielina.

	Algumas doenças desmiealizantes primárias do sistema nervoso central  são: esclerose múltipla e suas variantes, a encefalomielite aguda disseminada (pós-infecciosa ou pós-vacinal), a leucoencefalite aguda hemorrágica e necrosante, a leucoencefalopatia multifocal progressiva, as leucodistrofias. No sistema nervoso periférico, pode-se citar a leucodistrofia metacromática e a doença de Krabbe, e a síndrome de Guillain-Barré.